# Filmfare Award/Beste Regie
Der Filmfare Best Director Award wird vom Filmfare-Magazin verliehen und ist eine Preiskategorie der jährlichen Filmfare Awards für Hindi-Filme. Der Preis wurde zum ersten Mal im Jahre 1954 verliehen. Mehrfache Preisträger sind Bimal Roy, der sieben Preise gewonnen hat, Raj Kapoor und Yash Chopra mit jeweils vier Preisen.
Liste der Preisträger und der Filme, für die sie gewonnen haben:
| Jahr | Regisseur               | Film                        | Deutscher Titel                             |
| ---- | ----------------------- | --------------------------- | ------------------------------------------- |
| 1954 | Bimal Roy               | Do Bigha Zamin              | Zwei Hektar Land                            |
| 1955 | Bimal Roy               | Parineeta                   | —                                           |
| 1956 | Bimal Roy               | Biraj Bahu                  | —                                           |
| 1957 | V. Shantaram            | Jhanak Jhanak Payal Baaje   | —                                           |
| 1958 | Mehboob Khan            | Mother India                | —                                           |
| 1959 | Bimal Roy               | Madhumati                   | —                                           |
| 1960 | Bimal Roy               | Sujata                      | —                                           |
| 1961 | Bimal Roy               | Parakh                      | —                                           |
| 1962 | Baldev Raj Chopra       | Kanoon                      | —                                           |
| 1963 | Abrar Alvi              | Sahib Bibi Aur Ghulam       | —                                           |
| 1964 | Bimal Roy               | Bandini                     | —                                           |
| 1965 | Raj Kapoor              | Sangam                      | —                                           |
| 1966 | Yash Chopra             | Waqt                        | —                                           |
| 1967 | Vijay Anand             | Guide                       | —                                           |
| 1968 | Manoj Kumar             | Upkar                       | —                                           |
| 1969 | Ramanand Sagar          | Ankhen                      | —                                           |
| 1970 | Yash Chopra             | Ittefaq                     | —                                           |
| 1971 | Asit Sen                | Safar                       | —                                           |
| 1972 | Raj Kapoor              | Mera Naam Joker             | —                                           |
| 1973 | Sohanlal Kanwar         | Be-Imaan                    | —                                           |
| 1974 | Yash Chopra             | Daag                        | —                                           |
| 1975 | Manoj Kumar             | Roti Kapada Aur Makaan      | —                                           |
| 1976 | Yash Chopra             | Deewaar                     | —                                           |
| 1977 | Sampooran Singh Gulzar  | Mausam                      | —                                           |
| 1978 | Basu Chatterjee         | Swami                       | —                                           |
| 1979 | Satyajit Ray            | Shatranj Ke Khilari         | Die Schachspieler                           |
| 1980 | Shyam Benegal           | Junoon                      | —                                           |
| 1981 | Govind Nihalani         | Aakrosh                     | Aakrosh - Schrei der Pein                   |
| 1982 | Muzaffar Ali            | Umrao Jaan                  | —                                           |
| 1983 | Raj Kapoor              | Prem Rog                    | —                                           |
| 1984 | Govind Nihalani         | Ardh Satya                  | —                                           |
| 1985 | Sai Paranjpye           | Sparsh                      | —                                           |
| 1986 | Raj Kapoor              | Ram Teri Ganga Maili        | —                                           |
| 1987 | Kein Preis              |                             |                                             |
| 1988 | Kein Preis              |                             |                                             |
| 1989 | Mansoor Khan            | Qayamat Se Qayamat Tak      | —                                           |
| 1990 | Vidhu Vinod Chopra      | Parinda                     | —                                           |
| 1991 | Rajkumar Santoshi       | Ghayal                      | —                                           |
| 1992 | Subhash Ghai            | Saudagar                    | —                                           |
| 1993 | Mukul Anand             | Khuda Gawah                 | —                                           |
| 1994 | Rajkumar Santoshi       | Damini                      | —                                           |
| 1995 | Sooraj Barjatya         | Hum Aapke Hain Koun...!     | —                                           |
| 1996 | Aditya Chopra           | Dilwale Dulhania Le Jayenge | Wer zuerst kommt, kriegt die Braut          |
| 1997 | Shekhar Kapur           | Bandit Queen                | Bandit Queen                                |
| 1998 | Jyoti Prakash Dutta     | Border                      | —                                           |
| 1999 | Karan Johar             | Kuch Kuch Hota Hai          | Und ganz plötzlich ist es Liebe …           |
| 2000 | Sanjay Leela Bhansali   | Hum Dil De Chuke Sanam      | Ich gab dir mein Herz, Geliebter            |
| 2001 | Rakesh Roshan           | Kaho Naa... Pyaar Hai       | Liebe aus heiterem Himmel                   |
| 2002 | Ashutosh Gowariker      | Lagaan                      | Lagaan – Es war einmal in Indien            |
| 2003 | Sanjay Leela Bhansali   | Devdas                      | Devdas – Flamme unserer Liebe               |
| 2004 | Rakesh Roshan           | Koi... Mil Gaya             | Sternenkind – Koi Mil Gaya                  |
| 2005 | Kunal Kohli             | Hum Tum                     | Ich & Du – Verrückt vor Liebe               |
| 2006 | Sanjay Leela Bhansali   | Black                       | —                                           |
| 2007 | Rakesh Omprakash Mehra  | Rang De Basanti             | Rang De Basanti – Die Farbe Safran          |
| 2008 | Aamir Khan              | Taare Zameen Par            | Taare Zameen Par – Ein Stern auf Erden      |
| 2009 | Ashutosh Gowariker      | Jodhaa Akbar                | Jodhaa Akbar                                |
| 2010 | Rajkumar Hirani         | 3 Idiots                    | 3 Idiots                                    |
| 2011 | Karan Johar             | My Name Is Khan             | Mein Name ist Khan                          |
| 2012 | Zoya Akhtar             | Zindagi Na Milegi Dobara    | Man lebt nur einmal                         |
| 2013 | Sujoy Ghosh             | Kahaani                     | —                                           |
| 2014 | Rakeysh Omprakash Mehra | Bhaag Milkha Bhaag          | —                                           |
| 2015 | Vikas Bahl              | Queen                       | —                                           |
| 2016 | Sanjay Leela Bhansali   | Bajirao Mastani             | Bajirao & Mastani – Eine unsterbliche Liebe |